# PKP SA 110
De SA 110 en SA 112 zijn twee- of driedelige dieseltreinstellen voor het regionaal personenvervoer van de Polskie Koleje Państwowe (PKP).

## Geschiedenis
Het treinstel werd in 1959 door de Deutschen Bundesbahn besteld bij MAN Nürnberg en bij Wagonfabrik Uerdingen.
Het treinstel van de Baureihe 624 zijn sinds 4 januari 2005 bij Polskie Koleje Państwowe (PKP) in gebruik en worden de motorwagens aangeduid als SA 110. Soms is er ook een tussenrijtuigen van de Baureihe 924 die wordt aangeduid als SA 112.

## Constructie en techniek
Het treinstel bestaat uit twee koprijtuigen met dieselhydraulische aandrijving en een motorloos tussenrijtuig. Typerend aan deze trein is de toepassing van aan beide kopeinden van buffers met schroefkoppelingen. Tussen de motorwagens en tussen rijtuigen bevinden zich Scharfenbergkoppelingen.

## Treindiensten
De Polskie Koleje Państwowe (PKP) zet deze treinen op de volgende trajecten:
- Kołobrzeg - Goleniów (KBS 375)
- Szczecinek - Słupsk (KBS 383)
- Runowo Pomorskie - Szczecinek (KBS 385)
- Kołobrzeg - Szczecinek

Het onderhoud vindt plaats in de werkplaats te Kołobrzeg.